# Cognac Godet
La société Cognac Godet est une entreprise agroalimentaire spécialisée dans la production et la commercialisation de boissons distillées alcoolisées.

## Histoire
Détenu depuis le milieu du XVIe siècle par quinze générations de la même famille, le cognac Godet est une des plus anciennes entreprises familiales françaises.

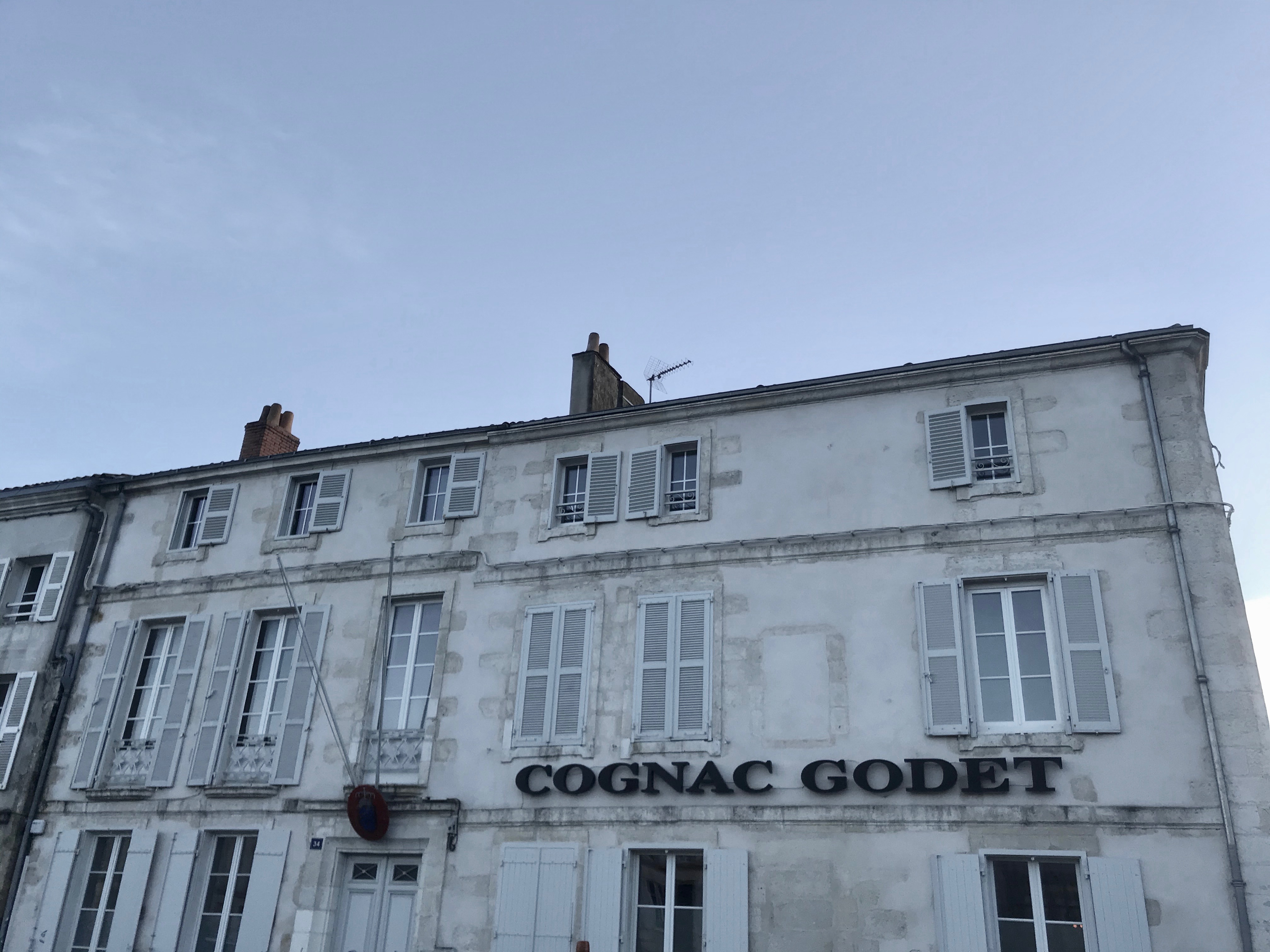
Siège historique, quai Louis-Durand à La Rochelle.

Arrivé des Pays-Bas en 1550, Bonaventure Godet établit un négoce de vins sur le quai de La Rochelle. Près de quarante ans plus tard, le futur Henri IV le remercie, par une lettre du 23 décembre 1588, pour une carafe de « brandwijn » offerte au roi de Navarre, roi de France l'année suivante, à l'occasion d'une visite faite à La Rochelle six mois plus tôt.
À la quatrième génération, Jean Godet enregistre ses armoiries dans l'Armorial général de France d'Hozier, ce qui n'en fait pas une famille noble. Elles se blasonnent « d'argent à trois godets de sable, posés en 2 et 1, et une étoile de même, posée en abyme ». Achetant une charge de conseiller du roi, il est nommé maire à vie de la ville de Fontenais. La famille Godet est une famille subsistante d'ancienne bourgeoisie.
C'est en 1782, à la septième génération, que Gédéon-Louis Godet inscrit au registre du commerce la société « Maison Godet, négociant en eaux de vie ». Il l'ouvre au négoce international, expédiant ses premières bouteilles sous la marque Godet. Il est élu vice commissaire de la marine et du commerce des Provinces-Unies. Et l'établissement continue de se développer tout au long du XIXe siècle, entre les rues du Duc et Saint-Claude, à proximité du canal de Rompsay.

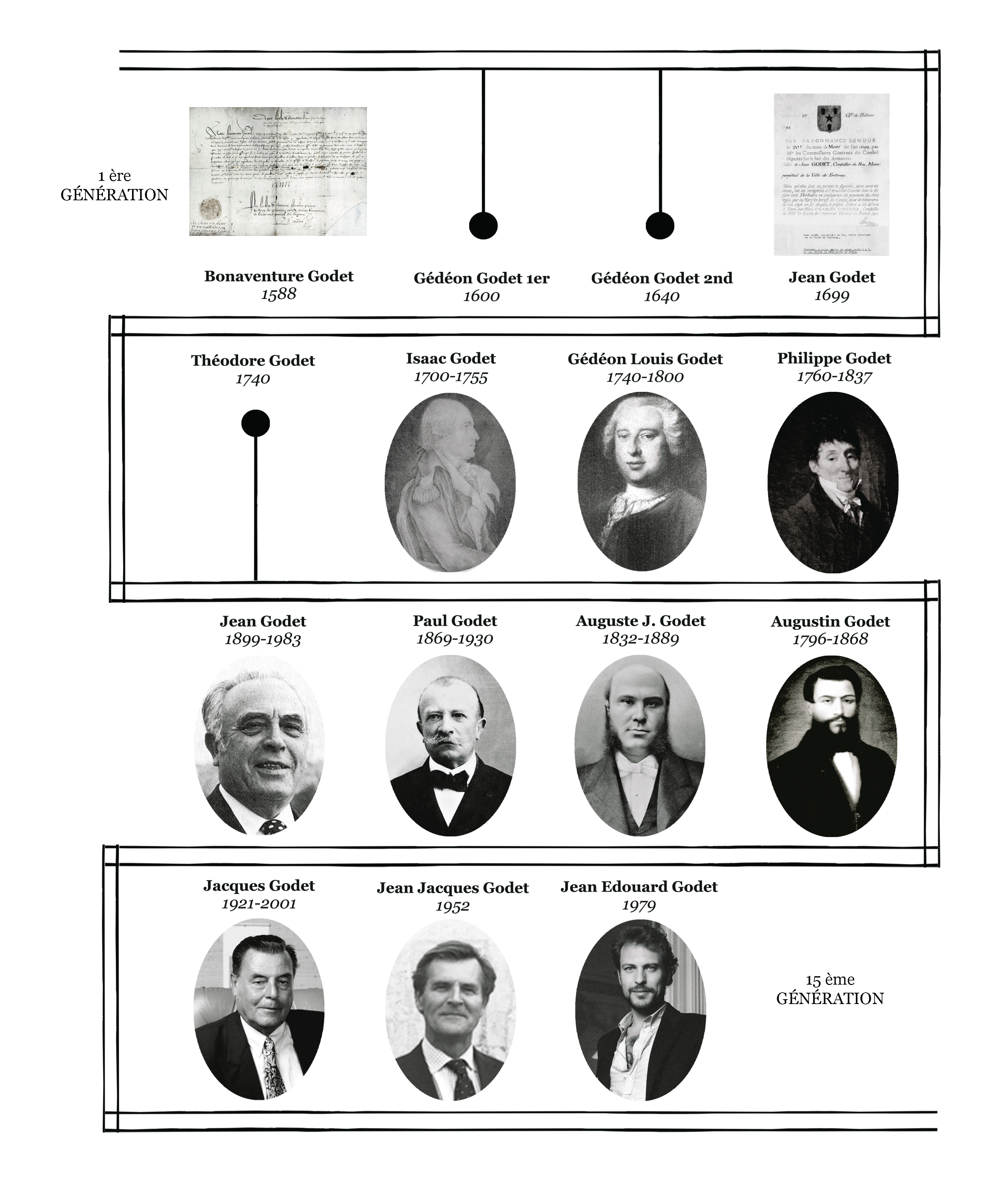

En octobre 2002, un incendie se déclare dans les bâtiments administratifs. Quoique sans gravité, il oblige le cognac Godet – qui stocke près de 700 m3 d'alcool pur – à quitter l'ancestral quartier Saint-Nicolas pour se mettre en conformité avec les nouvelles normes de sécurité. L'entreprise s'installe à Laleu, au-dessus de la rocade, dans la zone d'activité des Rivauds Nord, à l'emplacement des vignobles d'avant le phylloxéra.
Le cognac Godet, « entreprise de dimension internationale », s'est notamment développé en Hongrie, Bulgarie et Pologne, à Taïwan et en Chine, ainsi que dans les boutiques hors taxes des aéroports, dans les trois quarts desquelles il est référencé.
Depuis 2011, la maison Godet produit, à partir du cépage folle-blanche, un « cognac incolore », vieilli au moins deux ans comme les autres cognacs, mais dans des fûts dont le tanin est épuisé et qui ne colorent donc plus leur contenu. Sous le label « Antarctica », cette eau-de-vie, incolore donc, à boire glacée et dont le nom évoque celui de la vodka, a obtenu la médaille d'or 2011 de la Tastings International Review of Spirits.
En août 2013, la passerelle qui relie le quartier Saint-Nicolas au centre-ville de La Rochelle reçoit le nom du fondateur de la maison. La plaque indicatrice est ainsi rédigée : « Passerelle Bonaventure Godet. Marchand hollandais de vin brûlé d'Aunis, ancêtre du cognac, installé à La Rochelle en 1550 et fondateur du Cognac Godet ».

## Sources
- Jean-Pierre Perrin, « On s'envoie un Godet ? », Libération,‎ 26 septembre 2014 (lire en ligne).
- Maxime Godet, interview par Alain Marty, Leçon et actualité du vin avec David Cobbold, In vino BFM, BFM Business, 22 février 2014
- Stella Dubourg, « Un Godet à la santé de l'hôtel de ville », Sud Ouest,‎ 10 décembre 2013 (lire en ligne).
- Thomas Brosset, « Du haut de cette passerelle… », Sud Ouest,‎ 30 août 2013 (lire en ligne, consulté le 28 novembre 2013).
- Virginie Richard, « La Maison Godet : Une longue histoire familiale », La Rochelle : Le Journal, no 98,‎ juin 2013 (lire en ligne, consulté le 28 novembre 2013).
- « Cognac Godet : Commentaires de dégustation », Guide des vins Gilbert et Gaillard,‎ 2013 (lire en ligne, consulté le 26 mars 2015).
- Brice Auckenthaler, « Innovation : La maison Godet rajeunit le cognac », Marketing Magazine,‎ 4 décembre 2011 (lire en ligne, consulté le 28 novembre 2013).
- « À la maison Godet, le cognac est une affaire de famille », Diplomatic World, Bruxelles, no 31,‎ été 2011, p. 58-59 (lire en ligne).
- Frédérique Hermine, « Les Bouteilles de La Rochelle », La Revue vinicole internationale, no 3892,‎ 2011, p. 24-25 (ISSN 0035-4368, lire en ligne, consulté le 11 avril 2013).
- Christian Devinat (photogr. Gilles de la Cuvellerie), « Cognac Godet : Une affaire de famille », Aunis éco, La Rochelle, CCI, no 168,‎ juillet 2010, p. 37-40 (lire en ligne).
- Bruno Zélie, « La Rochelle, 23, rue du Duc : Notice d'opération archéologique », AdlFI,‎ 2008, § 11 (lire en ligne).
- Thierry Thomas, « Les cognac Godet doivent déménager », L'Usine nouvelle,‎ 6 mars 2002 (lire en ligne, consulté le 28 novembre 2013).
- « Le Négociant en cognac Godet : La Recette du succès », La Lettre de Vinomedia, Vinomedia : Agence événementielle au service du vigneron, no 11,‎ 20 novembre 2000 (lire en ligne, consulté le 28 novembre 2013).
- Jean Roquecave, « Le négociant en cognac Godet conforte sa percée à l'export », Les Échos, no 18279,‎ 15 novembre 2000, p. 38 (lire en ligne, consulté le 28 novembre 2013).